# Uimitoarele peripeții ale jupânului Antifer
Uimitoarele peripeții ale jupânului Antifer (în franceză Mirifiques Aventures de maître Antifer) este un roman scris de Jules Verne în 1892. El a fost publicat în foileton în Magasin d'Éducation et de Récréation între 1 ianuarie și 15 decembrie 1894, apoi în volum pe 26 noiembrie același an.

## Povestea

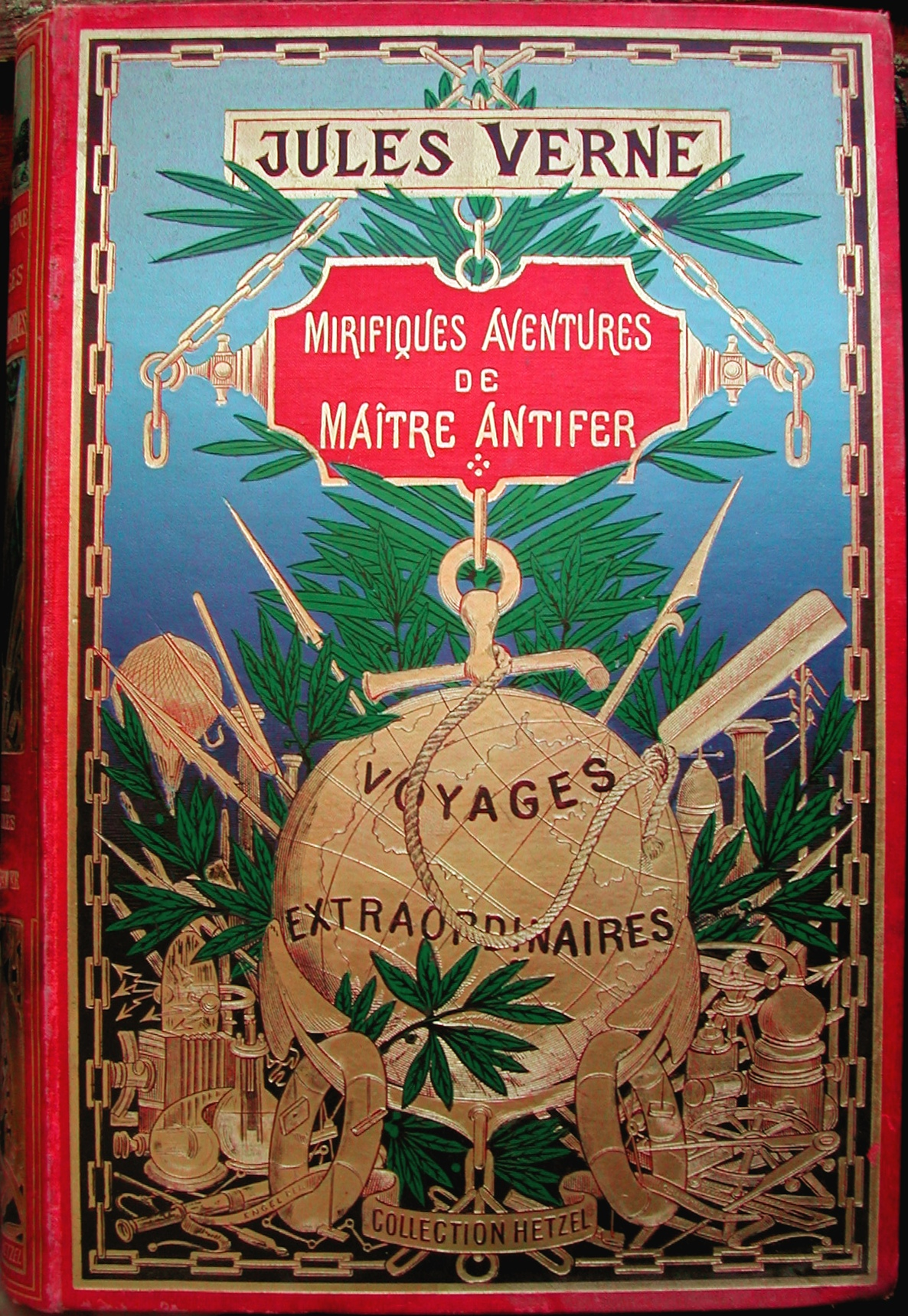
Les Mirifiques Aventures de Maître Antifer
Ediţie cartonată à la Mappemonde.

1831: Bogatul egiptean Kamylk-Pașa își ascunde comorile în stânca unei insule necunoscute, pentru a le feri de lăcomia familiei sale.
1862: La Saint-Malo, Pierre Antifer, un breton impulsiv, citește un document lăsat de tatăl său, în care acesta vorbește despre Kamylk-Pașa, căruia i-a salvat cândva viața. Documentul menționează latitudinea insulei comorii, longitudinea urmând a-i fi comunicată lui Antifer cu altă ocazie. Nepotul său, Juhel, nu se gândește decât la apropiata căsătorie cu Énogate și se teme de consecințele unei posibile călătorii. Notarul Ben-Omar, supravegheat de Saouk - ultimul moștenitor al pașei - sosește la Saint-Malo pentru a-i comunica jupânului Antifer longitudinea așteptată. Acesta pornește în călătorie împreună cu prietenul său, Gildas Trégomain, și cu bietul Juhel, a cărui căsătorie este amânată.
Insula se situează în golful Oman, iar acolo călătorii descoperă un nou document, care indică o nouă longitudine și care face referire la un bancher maltez în posesia căruia se află o latitudine. După ce îl iau cu ei și pe bancherul Zambuco, călătorii pornesc spre un loc precis de pe coasta africană, unde dau peste un nou document, cu o nouă longitudine și numele unui nou pretendent, care se găsește în Scoția. La Edinburgh, reverendul Tyrcomel refuză să furnizeze latitudinea care să conducă la comoară, dar Saouk o descoperă tatuată pe trupul lui, însă nu poate profita de ea, sfârșind într-o închisoare englezească.
Antifer ajunge în Spitzberg, unde dau peste a treia insulă și peste un document șters în mare parte, făcând imposibilă localizarea amplasamentului definitiv al comorii. Bolnav și deprimat, revine la Saint-Malo și îi permite lui Juhel să se căsătorească în sfârșit cu Énogate. Involuntar, tânăra soție îi furnizează soțului ei cheia enigmei, locația comorii fiind descoperită în largul Siciliei. Din păcate, insula este una vulcanică și, după ce a ieșit din mare în 1831, s-a scufundat ulterior la loc. Lecuit defintiv de visele sale de opulență, Antifer ajunge să se amuze de aventura lor nereușită, spre marea ușurare a familiei.

### Capitolele cărții

#### Partea întâi
- Capitolul I - În care o corabie necunoscută, cu un căpitan necunoscut, plutește pe o mare necunoscută, în căutarea unei insule necunoscute
- Capitolul II - În care sunt date câteva explicații necesare
- Capitolul III - În care insulița necunoscută este transformată într-un seif strașnic încuiat
- Capitolul IV - În care jupân Antifer și barcazierul Gildas Trégomain, doi prieteni care nu se aseamănă deloc, sunt prezentați cititorului
- Capitolul V - În care lui Gildas Trégomain îi este greu să nu-l contrazică pe jupân Antifer
- Capitolul VI - Prima ciocnire dintre Occident și Orient - în care Orientul este bine zgâlțâit de Occident
- Capitolul VII - În care un secretar cam nervos, sub numele de Nazim, se face, vrând-nevrând, acceptat de Ben-Omar
- Capitolul VIII - Unde asistăm la executarea unui quator fără muzică, în care Gildas Trégomain consimte să-și cânte partitura
- Capitolul IX - În care un punct de pe hartă din atlasul jupânului Antifer este atent însemnat cu creion roșu
- Capitolul X - Care cuprinde, pe scurt, călătoria cu steamerul Steersman din Cardiff, între Saint-Malo și Port-Said
- Capitolul XI - În care Gildas Trégomain declară că prietenul său Antifer ar putea sfârși prin a-și pierde mințile
- Capitolul XII - În care Sauk se hotărăște să sacrifice jumătate din comoara lui Kamylk-Pașa, pentru a-și asigura cealaltă jumătate
- Capitolul XIII - În care Trégomain navighează destul de plăcut pe o "corabie a deșertului"
- Capitolul XIV - În care jupân Antifer, Gildas Trégomain și Juhel petrec la Sohar o zi foarte plictisitoare
- Capitolul XV - În care Juhel calculează înălțimea așteptată de unchiul său, pe cel mai frumos timp din lume
- Capitolul XVI - Care dovedește că bogatul Kamylk-Pașa a ajuns într-adevăr, în călătoriile sale maritime, până în apele Golfului Oman

#### Partea a doua
- Capitolul I - Care cuprinde o scrisoare a lui Juhel către Énogate, în care sunt povestite aventurile al căror erou a fost jupân Antifer
- Capitolul II - În care colegatarul jupânului Antifer este prezentat cititorului așa cum se cuvine
- Capitolul III - În care jupân Antifer se află în fața unei propuneri atât de năzdrăvane, încât o ia la fugă pentru a nu răspunde
- Capitolul IV - În care cumplita luptă dintre Occident și Orient se sfârșește cu victoria celui din urmă
- Capitolul V - În care Ben-Omar este în măsură să compare cele două feluri de locomoție: pe uscat și pe mare
- Capitolul VI - În care sunt povestite peripețiile călătorilor din timpul drumului cu trenul de la Bône la Alger și cu pachebotul de la Alger la Dakar
- Capitolul VII - Care redă feluritele discuții și întâmplări de la sosirea la Dakar până la sosirea la Loango
- Capitolul VIII - În care se arată că anumiți călători nu sunt buni să se îmbarce pe o corabie africană
- Capitolul IX - În care jupân Antifer și Zambuco declară că nu vor părăsi insulița care îi adăpostește, înainte de a o fi cercetat
- Capitolul X - În care nasul jupânului Antifer și al bancherului Zambuco sfârșesc prin a se lungi nemăsurat
- Capitolul XI - În care jupân Antifer și tovarășii lui asistă la o predică a reverendului Tyrcomel, care nu prea le face plăcere
- Capitolul XII - În care se vede cât de greu faci pe un om al bisericii să vorbească, atunci când este hotărât să tacă
- Capitolul XIII - La sfârșitul căruia vom vedea dispărând al treilea rol, și anume al "trădătorului", din această tragicomică povestire
- Capitolul XIV - În care jupân Antifer culege un nou document semnat cu anagrama lui Kamlyk-Pașa
- Capitolul XV - În care vom vedea degetul Énogatei descriind o circumferință și urmările acestei nevinovate distracții
- Capitolul XVI - Capitol urmând a fi consultat de către acei strănepoți ai noștri care vor trăi peste câteva sute de ani

## Denumiri reale
Ca și în alte romane, Jules Verne folosește denumiri găsite în atlas pentru a-și boteza personajele. În romanul de față, numele lui Antifer vine de la capul și farul omonim situate între Étretat și Fécamp, în Normandia de Sus. Alte exemple de același fel sunt:
- căpitanul Hatteras din romanul omonim, care își ia numele de la capul Hatteras, din SUA
- colonelul Everest din Aventurile a trei ruși și trei englezi în Africa Australă
- prințul Dakkar din Insula misterioasă
- Gil Braltar din povestirea omonimă

Insula din Marea Mediterană la care face referire romanul are un model real. Insula Ferninandea, situată la aproximativ 60 km în largul coastei de sud-vest a Siciliei, a apărut în vara anului 1831 ca urmare a unei erupții vulcanice subacvatice. Până la sfârșitul anului insula s-a erodat deja într-o măsura așa de mare, încât a dispărut sub suprafața apei.

## Teme abordate în cadrul romanului
- Goana după îmbogățire (temă regăsită în multe romane verniene, în special în Steaua Sudului, Goana după meteor, Vulcanul de aur și Testamentul unui excentric)
- Căutarea unui loc cu ajutorul unor coordonate incomplete (situație care amintește de croaziera de-a lungul paralelei de 37 grade sud din Copiii căpitanului Grant)
- Tratarea cu umor a unor evenimente dramatice, în cazul de față lupta fără scrupule pentru îmbogățire (similar tratării cu umor a naufragiului în Școala Robinsonilor)

## Lista personajelor
- Kamylk-Pașa - un bogătaș egiptean care își ascunde bogățiile pe o insulă, pentru a le feri de lăcomia familiei
- jupân Antifer - un breton morocănos și impulsiv, căruia i se oferă șansa de a intra în posesia comorii lui Kamylk-Pașa
- Juhel - nepotul jupânului Antifer
- Énogate - viitoarea soție a lui Juhel
- Gildas Trégomain - prietenul lui Antifer, barcazier
- Saouk - ultimul moștenitor al lui Kamylk-Pașa, un om violent și fără scrupule
- Ben-Omar - notar
- Nazim - secretar
- Zambuco - bancher, părtaș la împărțirea comorii egipteanului
- reverendul Tyrcomel - un alt "moștenitor" al comorii, care nu dorește să aibă de-a face cu ea

## Traduceri în limba română
- perioada interbelică - Comoara din ostrov - Minunatele aventuri ale lui Antifer (2 vol.), Ed. Cugetarea, traducere Ion Pas, 242 pag.
- 1959 - Uimitoarele peripeții ale domnului Antifer, Ed. Tineretului, traducere Ticu Archip, 426 pag.
- 1970 - Uimitoarele peripeții ale domnului Antifer, Ed. Albatros, Colecția "Cutezătorii", traducere Ticu Archip, 336 pag.
- 1978 - Uimitoarele peripeții ale jupînului Antifer, Ed. Ion Creangă, Colecția "Jules Verne", vol. 15, traducere Clinca Felicia, 288 pag.
- 2005 - Uimitoarele peripeții ale domnului Antifer, Ed. Lucman, ISBN 973-723-099-X
- 2010 - Uimitoarele peripeții ale jupânului Antifer, Ed. Adevărul, Colecția "Jules Verne", vol. 15, traducere Nicolae Constantinescu, 380 pag., ISBN 978-606-539-151-2